# Ex Scuola Ebraica

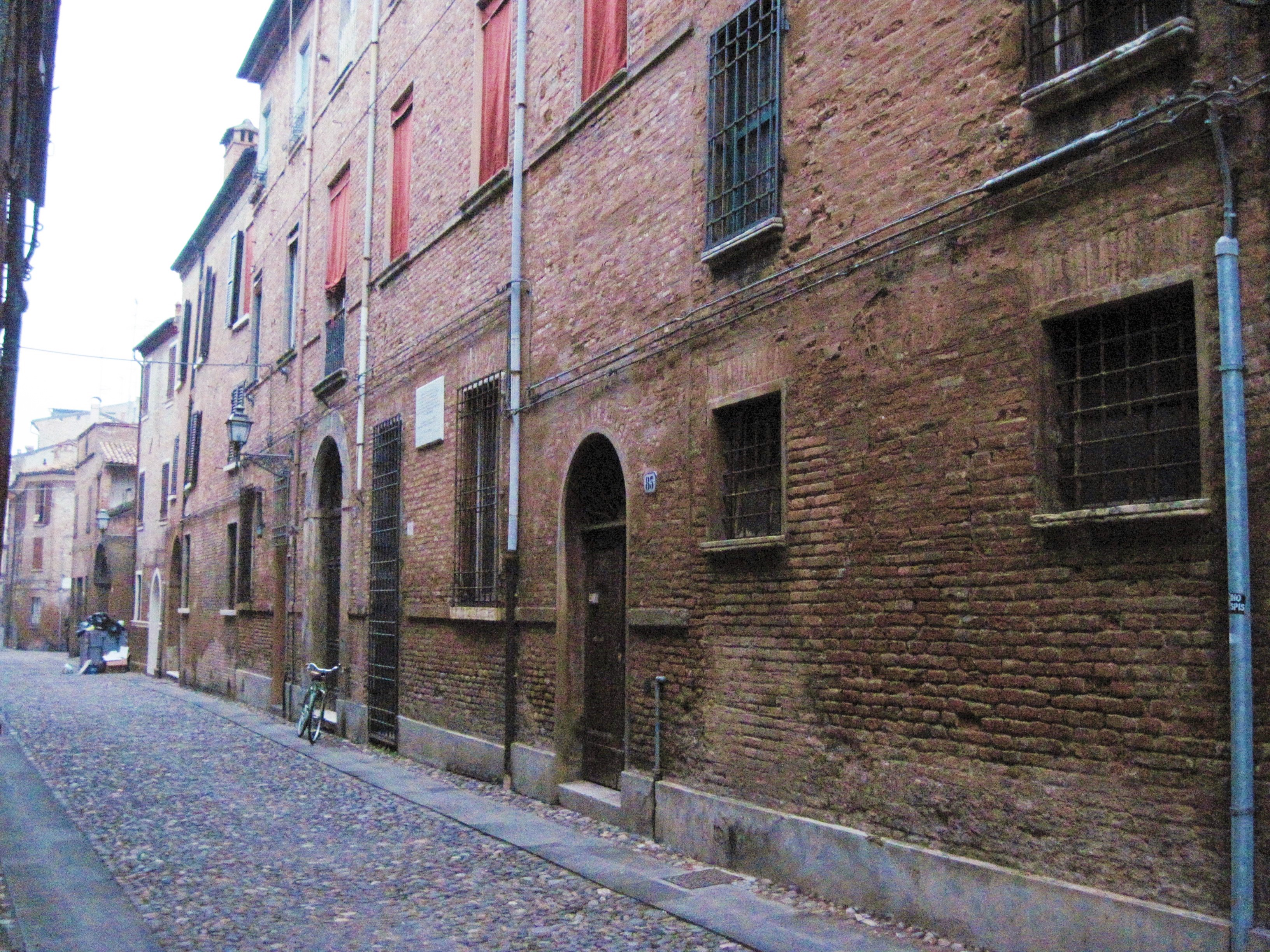
Ehemalige Scuola Ebraica in Ferrara

Die ehemalige Scuola Ebraica (dt.: jüdische Schule) ist ein mittelalterliches Gebäude im Zentrum von Ferrara in der italienischen Region Emilia-Romagna. Es liegt in der Via Vignatagliata 79 im Bereich des ehemaligen Ghettos der Stadt.

## Geschichte
Das Gebäude stammt aus dem 15. Jahrhundert und ab der Mitte des 19. Jahrhunderts war dort das Asyl und die Grundschule der Juden untergebracht. Mit der Einführung der Rassengesetze 1938 kamen alle jüdischen Schüler, die vorher an den öffentlichen Schulen Ferraras unterrichtet wurden, dorthin. Zu den ehemaligen Schülern zählen auch die Söhne des ehemaligen Bürgermeisters Renzo Ravenna, der sein Amt niedergelegt hatte, während unter den Lehrern dort Giorgio Bassani der jüngste Absolvent war. Zu den weiteren Lehrern gehörten auch Matilde Bassani, der Oberrabbiner Leone Leoni, die Künstlerin Isa Magrini und der Boxer Primo Lampronti.
Die Schule wurde 1943 definitiv geschlossen, als die Deportationen die jüdische Gemeinde von Ferrara hart trafen und einige Lehrer, darunter Giorgio Bassani, festgenommen wurden.

## Beschreibung

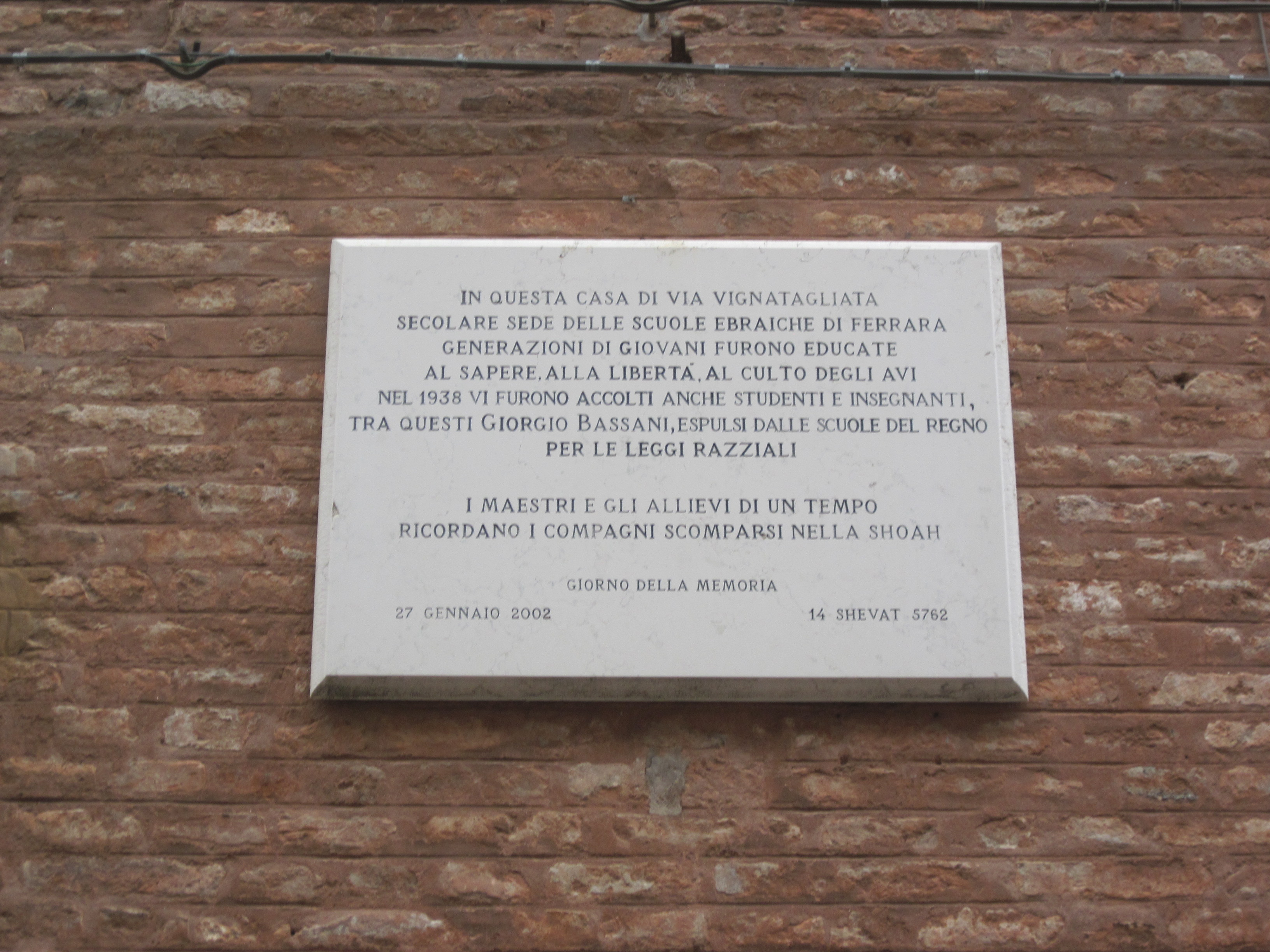
Steintafel an der Hauswand der Via Vignatagliata 79, auf dem die jüdische Schule erwähnt ist

Das Gebäude ist elegant und einfach, hat drei Stockwerke und eine Fassade im für Ferrara typischen Terrakotta, sowie eine große Eingangstüre in Marmor. Das äußere Erscheinungsbild ist über die Jahrhunderte fast unverändert erhalten geblieben, aber die Innenräume sind in Privatwohnungen umgewandelt worden. Eine Steintafel neben der Eingangstür erinnert daran, dass dieser Ort lange Zeit dem Unterricht diente und ein Zeugnis der Verfolgung des jüdischen Volkes ist.